# Kulturfabrik Kofmehl

Logo der Kulturfabrik Kofmehl

Die Kulturfabrik Kofmehl ist ein Konzert- und Kulturlokal in der Schweizer Stadt Solothurn. Der Betrieb ist als Verein organisiert und arbeitet nicht gewinnorientiert. Die Kulturfabrik Kofmehl ist heute mit über 75'000 Besuchern pro Jahr der grösste regelmässige Kulturveranstalter in der Region Solothurn und ein wichtiger Pfeiler des Kulturangebots im Kanton Solothurn, insbesondere für Jugendliche. Pro Jahr finden in der Kulturfabrik Kofmehl über 200 Anlässe statt. Über 250 Jugendliche engagieren sich zumeist ehrenamtlich im Team der Kulturfabrik Kofmehl.

## Organisation
Die Kulturfabrik Kofmehl ist ein Verein nach Schweizerischem Recht. Der Betrieb wird zum grössten Teil ehrenamtlich geführt. Jugendliche sammeln hinter den Kulissen der Kulturfabrik wertvolle Erfahrungen und führen ein selbsttragendes Unternehmen. Geführt wird der Betrieb vom Vereinsvorstand (offiziell „Leitung“ genannt). Er besteht aus acht Personen. Sie führen jeweils ein Ressort: Geschäftsstelle, Programm, Werbung/PR, Anlassdienste, Gastro, Infrastruktur/Technik und Raumbar (der kleinere Veranstaltungsraum). Der Verein verfügt über ein ständiges Patronat, das dem Vorstand beratend zur Seite steht – besonders was die Geschäftsführung und die Kontakte mit Behörden und Amtsstellen betrifft.

## Finanzen
Die Kulturfabrik Kofmehl erwirtschaftet nach eigenen Angaben einen Eigenfinanzierungsgrad von über 92 Prozent. Etwa acht Prozent der Kosten werden vom kantonalen Lotteriefonds (Staat), von den Regionsgemeinden und von Sponsoren (u. a. Migros-Kulturprozent) und Gönnern gedeckt. Mit dem Erlös, vornehmlich aus Konzerten beliebter Künstler, wird das Nischenprogramm mit Lesungen, unbekannten Künstlern und regionalen Bands subventioniert.

## Entstehung
Die Geschichte der Kulturfabrik Kofmehl beginnt im August 1992. Damals stand im Westen Solothurns, an der Gibelinstrasse 15, die alte Fabrikhalle der „Otto Kofmehl Metallwaren AG“ leer. Eine Gruppe von Jugendlichen führte in der leeren Halle ein Theaterstück auf. Aus dieser Aufführung entwickelte sich langsam ein regelmässiger Betrieb. Der Verein Zwischenraum wurde gegründet. Er erhielt vom Grundbesitzer, der Baufirma Marti, einen Mietvertrag für die Zwischennutzung der Halle bis zu deren Abriss. Der Vertrag wurde immer nur auf ein Jahr hinaus abgeschlossen.
Die Zwischennutzung hielt dann doch länger an als gedacht. Die Kulturfabrik Kofmehl befand sich zwölf Jahre lang in der alten Fabrikhalle. Einen grossen Schritt machte die Kulturfabrik Anfang Juni 1999: Damals schloss sich der Betreiberverein Zwischenraum mit einem anderen Solothurner Kulturveranstalter zusammen: dem Creep-Club (von 1993 bis 1998 an der Dammstrasse). Die Kulturfabrik Kofmehl wurde damit zum grössten regelmässigen Veranstalter in der Stadt Solothurn. Die Halle wurde stetig weiter ausgebaut. Im Jahr 2002 verfügte sie über zwei Veranstaltungsräume mit Fassungsvermögen von 800, resp. 150 Personen mit dazugehörigen Bars, Büros, Werkstätten und Lagerräumen.
Im Sommer 2004 stand die Kulturfabrik vor dem Ende. Der Grundeigentümer kündete den von jeher befristeten Mietvertrag, weil er hoffte, das Gelände endlich verkaufen zu können. Direkt neben dem Kofmehl-Areal wurde ein neuer Autobahn-Anschluss gebaut, was das Land natürlich wertvoller machte. Die Halle sollte abgerissen werden. Auf dem Areal wird ein neuer Supermarkt der Kette Coop gebaut.
Tausende Besucher aller Altersschichten nahmen an einem dreitägigen Schlussfest im Juni 2004 von der Kulturfabrik Abschied.

## Neubau
Als die Schliessung der Kulturfabrik Kofmehl am alten Standort feststand, wurde eine grossflächige Aktion zur Rettung der Kulturfabrik lanciert. Auf private Initiative hin wurde die „Stiftung zur Förderung der Jugendkultur im Kanton Solothurn“ gegründet. Ein Neubau sollte entstehen. Die Stadt Solothurn gab nur einen Kilometer vom alten Standort entfernt ein Stück Land an der Aare im Baurecht ab, ein anonymer Spender stellte eine Million Franken zur Verfügung, die Regionalplanungsgruppe Solothurn und Umgebung gab 400'000 Franken, der Lotteriefonds des Kantons Solothurn 700'000 Franken. Und in einer Spendenaktion der Solothurner Zeitung kamen 600'000 Franken zusammen. Damit konnte gebaut werden. Nach einer beispiellosen Rettungsaktion wurde die neue Kulturfabrik an der Hans-Huber-Strasse 43b am 21. April 2005 eröffnet.
Die neue Halle hat eine Gesamtkapazität von 900 Personen (Halle) und 200 Personen (Raumbar). Seit der Neueröffnung spielen regelmässig international bekannte Künstler im Kofmehl. Mittlerweile besuchen über 75'000 Personen jährlich die Kulturfabrik Kofmehl, womit die Kulturfabrik Kofmehl eines der beliebtesten Konzertlokale der Schweiz ist. Im Jahr 2012 dürfte die Kulturfabrik Kofmehl ihren millionsten Besucher begrüssen.

## Referenzen
Folgende Künstler sind u. a. bereits in der Kulturfabrik Kofmehl aufgetreten: Die Ärzte, Shaggy, Stereophonics, The Hives, Sunrise Avenue, Stone Sour, Beatsteaks, 2raumwohnung, Wir sind Helden, In Extremo, Jan Delay, Archive, Editors, Culcha Candela, Sportfreunde Stiller, Samy Deluxe, Blumentopf, Annett Louisan, As I Lay Dying, Sepultura, Sick of It All, Maceo Parker, Millencolin, Bloodhound Gang, Maxïmo Park, Train, Bloody Beetroots Death Crew 77, 2ManyDJs, Bring Me the Horizon, Pennywise, The Baseballs, Christina Stürmer, De La Soul, Barclay James Harvest, Mother’s Finest, Jedi Mind Tricks, Soulfly, Seether, Eagles of Death Metal, Monster Magnet, The Wombats, Uriah Heep, Trivium, Europe, Maceo Parker, John Mayall, The Sounds, The Rasmus, Krokus uvm.

## Anerkennung
Mit ihrem Engagement nimmt die Kulturfabrik Kofmehl eine wichtige Rolle in der  Kulturförderung und Kulturvermittlung wahr. Dafür erhielt der Trägerverein vom Regierungsrat des Kantons Solothurn den Anerkennungspreis für Kulturvermittlung 2003 („Kantonaler  Kulturpreis“) verliehen.